# Captain, We're Sinking
Captain, We're Sinking es una banda de punk estadounidense de Scranton, Pensilvania. La banda ha publicado dos álbumes de larga duración. El cantante Bobby Barnett es el hermano de Greg Barnett quien es el cantante de The Menzingers. El exbaterista Mike May, antiguo miembro de Tigers Jaw, es el hermano de Tom mayo, que es el cantante / guitarrista de The Menzingers. El cantante Leo Vergnetti, Bobby Barnett, Greg Barnett, Mike May, y Adam McIlwee, anteriormente de los Tigers Jaw, eran todos los miembros de la antigua banda de punk ska Kos-Mos de Scranton, Pensilvania.

## Miembros
- Bob Barnett (Voz, Guitarra)
- Leo Vergnetti (Voz, Guitarra)
- Zack Charette (Bajo)
- Bill Orender (Batería)

## Antiguos miembros
- Mike May (Batería)
- Roberto Acosta (Batería)

## Álbumes
- The Animals Are Out (2007)
- The Future Is Cancelled (2013)

## EP
- It's a Trap! (2009)

## Recopilaciones
- Captain, We're Sinking (2015)